# لازارو فينيسيوس
لازارو فينيسيوس ألفيس مارتينز (بالبرتغالية: Lázaro Vinícius Alves Martins‏) الشهير باسم لازارو (28 يونيو 1990) لاعب كرة قدم برازيلي يلعب في مركز قلب الدفاع منذ 2020.

## روابط خارجية
- لازارو فينيسيوس ألفيس مارتينز على موقع قاعدة بيانات كرة القدم.إي يو (الإنجليزية)
- لازارو فينيسيوس ألفيس مارتينز على موقع Soccerway.com (الإنجليزية)